# Kopalnia Węgla Kamiennego Śląsk
Das Steinkohlenbergwerk Śląsk (deutsch Schlesiengrube) war ein Bergwerk, das anfänglich im Ortsteil Chropaczów von Świętochłowice lag und bis 2018 als Nachfolgezeche im Ortsteil Kochłowice von Ruda Śląska arbeitete.

## Geschichte

### Schlesiengrube
Guido Henckel von Donnersmarck konsolidierte am 6. Juli 1883 die Steinkohlenfelder „Gabor“, „Jung-Detlev“ und „Excellenz“ in der der Familie Donnersmarck-Neudeck gehörenden Gemarkung Chropaczów unter dem Namen Schlesien. Chropaczów hieß in der Zeit von 1909 bis 1922 Schlesiengrube. Das Feld hatte eine Größe von 3,20 km². Es war in seinem südöstlichen Bereich sehr ungünstig geschnitten, weil es dort nur eine Breite von circa 100 m hatte und vom Bergwerk Mathilde/Matylda und der Königsgrube/KWK Król eingezwängt war. Deshalb waren zumindest im Jahr 1913 dieser Zipfel im Südosten und drei Felder im Südwesten von Graf Guido an die Mathildegrube verpachtet.
1883 wurde mit dem Abteufen der Schächte I und II unmittelbar nördlich der Guidotto-Zinkhütte (Lage), die ebenfalls zum Besitz Guidos gehörte, begonnen und 1884 wurde die erste Kohle gefördert. Beide Schächte fanden ein weitgehend entwässertes Gebirge vor; die Ausrichtung der Grubenbaue erwies sich wegen starker Verwerfungen als schwierig. 1912 wurde mit dem Abteufen eines dritten Förderschachtes auf der Hauptanlage begonnen.

### KWK Śląsk (alt)
Nach dem Ersten Weltkrieg musste Deutschland im Friedensvertrag von Versailles einige Gebiete an den neuen polnischen Staat abtreten, darunter das oberschlesische Kohlerevier.
Ab 1922 trug die Schlesiengrube den Namen Śląsk. Sie gehörte von 1945 bis 1957 der „Union für Kohleindustrie“ in Chorzów und ab 1957 der „Katowice Union für Kohleindustrie“. Am 1. Januar 1967 wurden die Bergwerke Śląsk und Matylda in Lipiny unter dem Namen Śląsk-Matylda vereinigt.
Da die Lagervorräte allmählich erschöpft waren, erfolgte ab 1968 der Übergang zu dem neuen Bergwerk gleichen Namens in Ruda-Kochłowice, der mit der Stilllegung der alten Betriebsanlagen und der Übernahme der Belegschaft 1976 abgeschlossen wurde. Alle Schächte wurden verfüllt und die alten Tagesanlagen abgebrochen.

### KWK Śląsk (neu)
Die 1968 als Nachfolgebergwerk errichtete Zeche (Lage) arbeitete von 1968 bis 2005 eigenständig und war bis 2017 Teil (Ruch Śląsk) des von der Katowicki Holding Węglowy SA betriebenen Bergwerks Wujek. Ihr Baufeld ist im Norden durch die Zeche Kleofas und im Osten durch die Zeche Wujek begrenzt. Nach Westen hin wurden Teile des inzwischen stillgelegten Bergwerks Wirek übernommen.
Nach einem Gebirgsschlag im Jahr 2015, bei dem zwei Bergleute starben, verbot die Bergaufsicht den weiteren Abbau im Feld „Panewnicki“. Deshalb entschloss sich der neue Besitzer, die Polska Grupa Górnicza, zur Stilllegung der Abteilung Śląsk zum 1. Februar 2018 und zur Übertragung an die Spółka Restrukturyzacji Kopalń S.A.

## Förderzahlen
1913: 968.908 t; 1938: 538.600 t; 1965: 339.050 t; 1979: 2,02 Mio. t